# Yield management
Yield management, eller revenue management, är ett marknadsföringsbegrepp som används inom branscher med ett reservationsförfarande, till exempel av flygbolag. Syftet är att öka vinsten av försäljning genom statistiska analyser av kundernas köpbeteende och förutsägelser av efterfrågan, vilket sedan ligger till grund för en segmenterad prissättning.
Yield management-analys förutsätter information om tillgång, priskänslighet hos kunder, omvärldsfaktorer, konkurrens och marginaler för att leverera en produkt eller tjänst. Olika metoder kan kombineras för att förstärka analysen som ligger till grund för 'yield management'. En vanlig metod är att utgå från prognoser av efterfrågan vid specifika tillfällen, till exempel vid säljstart, efter en viss tid förflutit samt en kortare tid före säljslut. Prognoserna för uppfyllnad kan utgå från tidigare bokningsmönster vilket förutsätter tillgång till ett informationssystem anpassat för uppgiften. 
Inom nationalekonomin så utgår man från begreppet priselasticitet och teori om för utbud och efterfrågan. Genom att kunna använda en segmenterad prissättning kan företaget få så hög ekonomisk ränta som möjligt. Detta förutsätter att priserna går att segmentera på laglig väg. Exempel på otillåten segmenterad prissättning är sådan prissättning som bygger på vilket kön en individ har.  
Yield management är inom flyget ett välkänt begrepp. Det handlar om att maximera yielden, intäkten per sittplatskilometer. Vissa kunder, särskilt de som reser i tjänsten, är beredda att betala mer om de måste, medan andra hellre avstår att köpa resan. På många flygbolag är det många tjänsteresenärer som är ute sent eller vill omboka sent, och då höjer flygbolaget priserna när avresedatum närmar sig, särskilt om det är få platser kvar. Där handlar det också om att ge köpstarka kunder möjlighet att boka sent, vilket ökar deras lojalitet. Andra flygbolag med mest privatresenärer kan sänka priset när avresedatum närmar sig för att locka de som vill resa mer på impuls, och för att undvika tomma platser.